# 凡克主教座堂
伊斯法罕圣救主主教座堂（Surp Amenaprgich Vank; 波斯語：‎Kelisa-ye Vank或Amenapergich ）又名凡克主教座堂，是亚美尼亚使徒教会的一座主教座堂，位于伊朗伊斯法罕。「凡克」在亚美尼亚语中意为修道院。

## 历史
凡克主教座堂由亚美尼亚人建于1606年 。
内部覆盖着九幅壁画，描绘圣经故事: 上部壁画描绘耶稣生平, 下部描绘在奥斯曼帝国的亚美尼亚殉道者。
庭园内有独立式钟楼。

## 图片

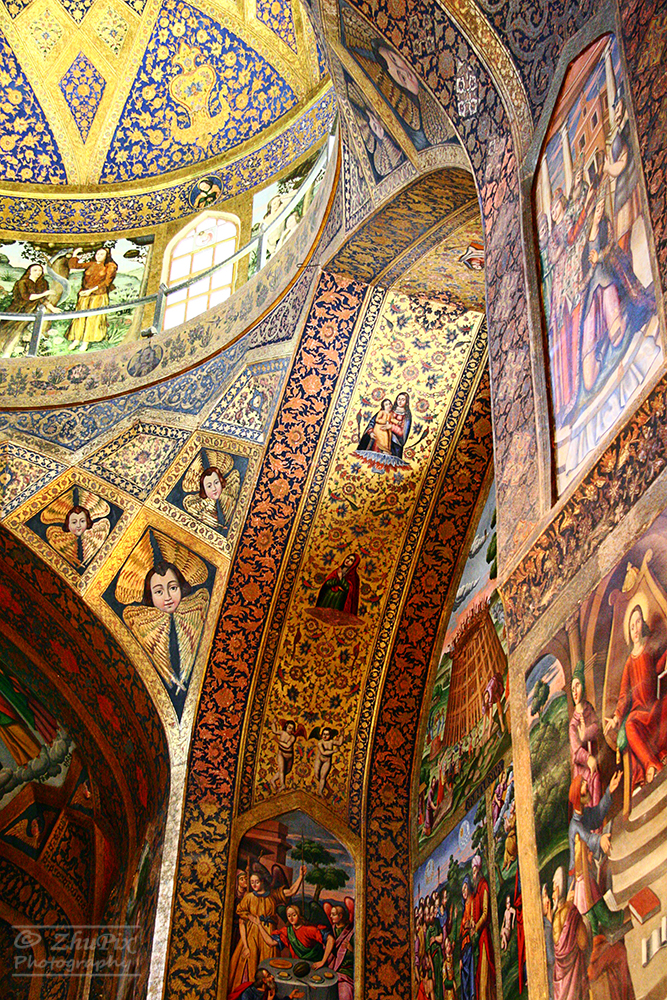
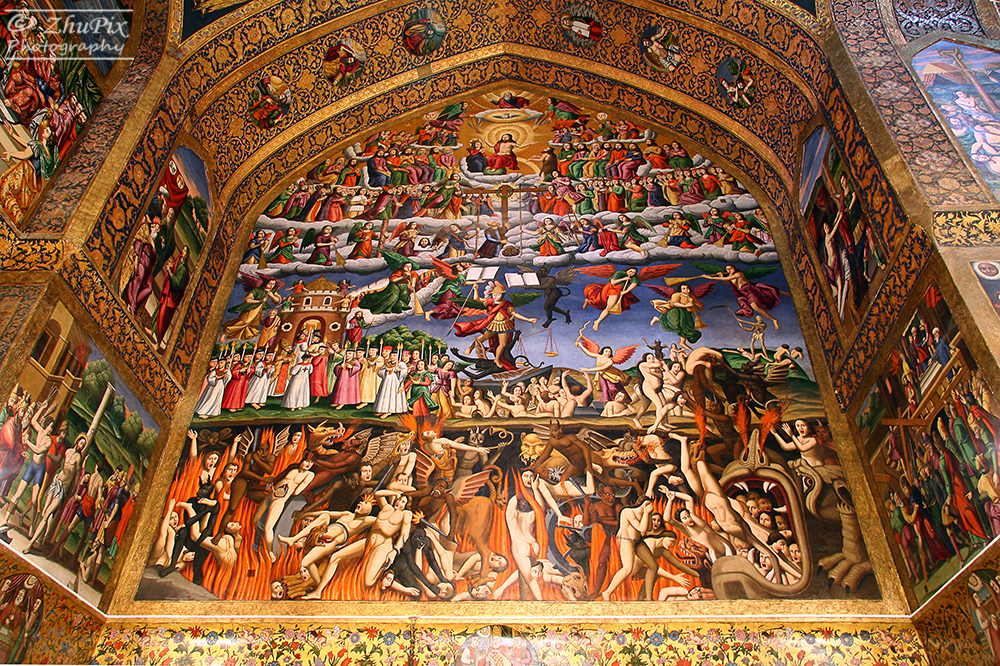
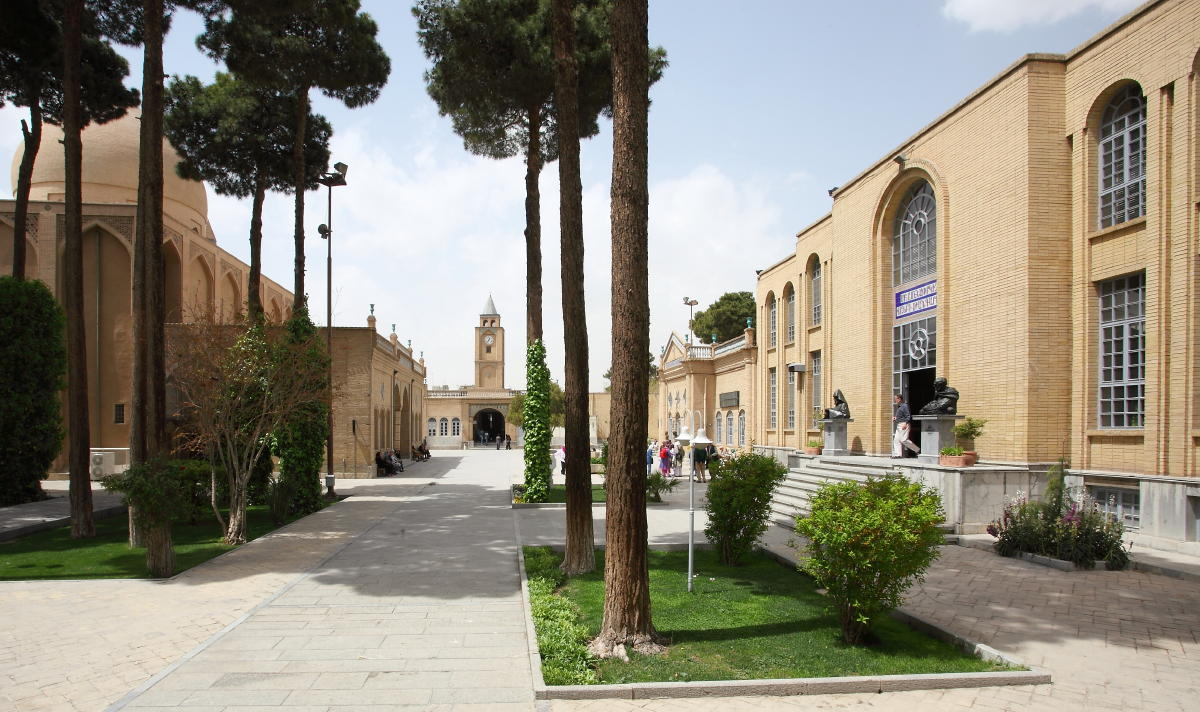
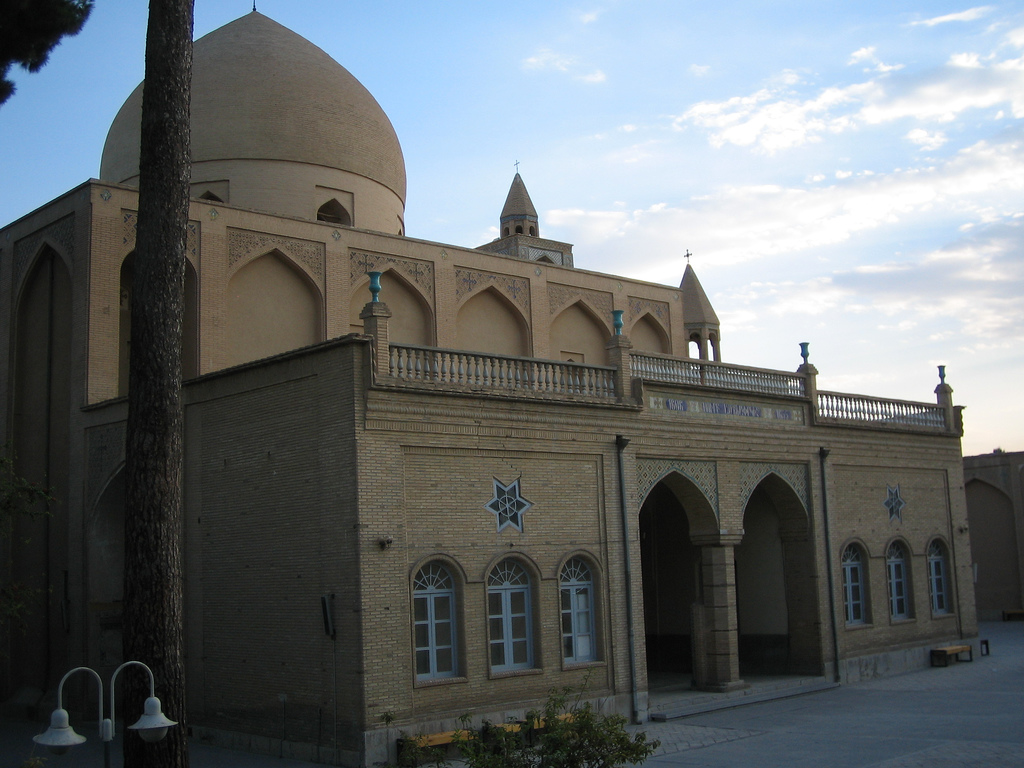
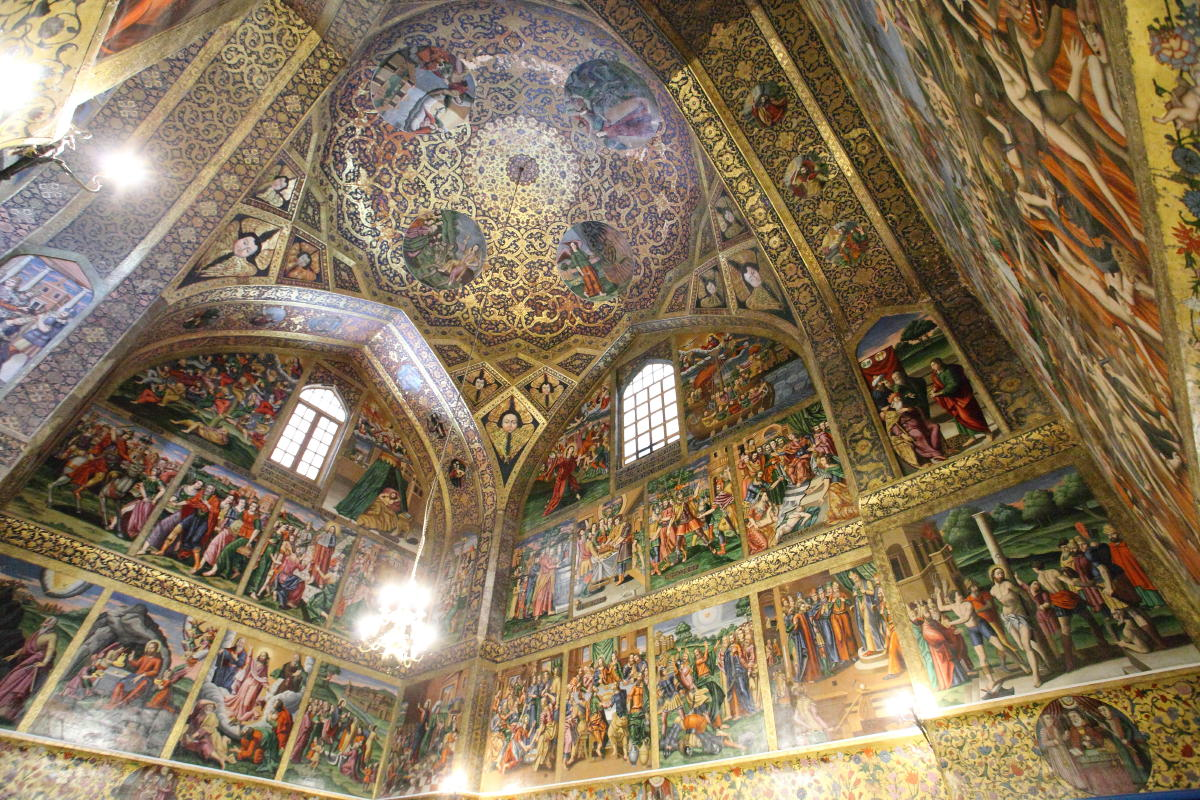
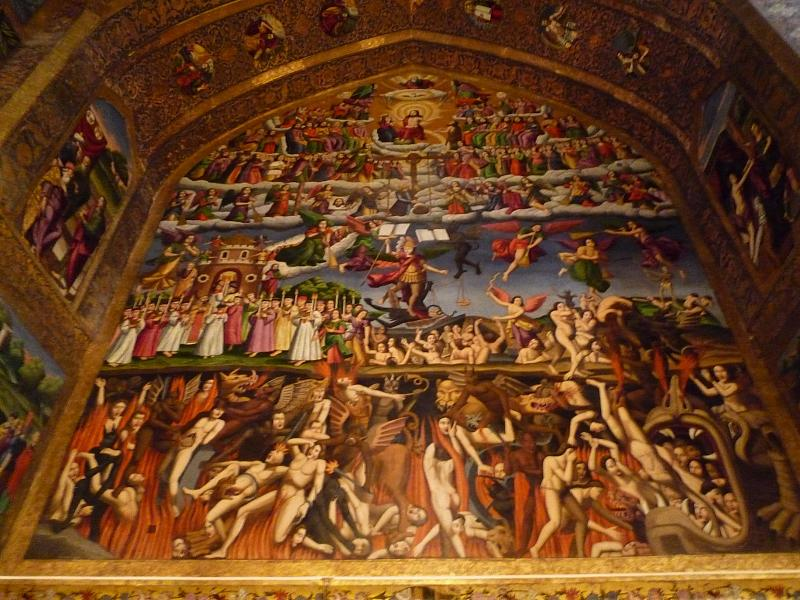
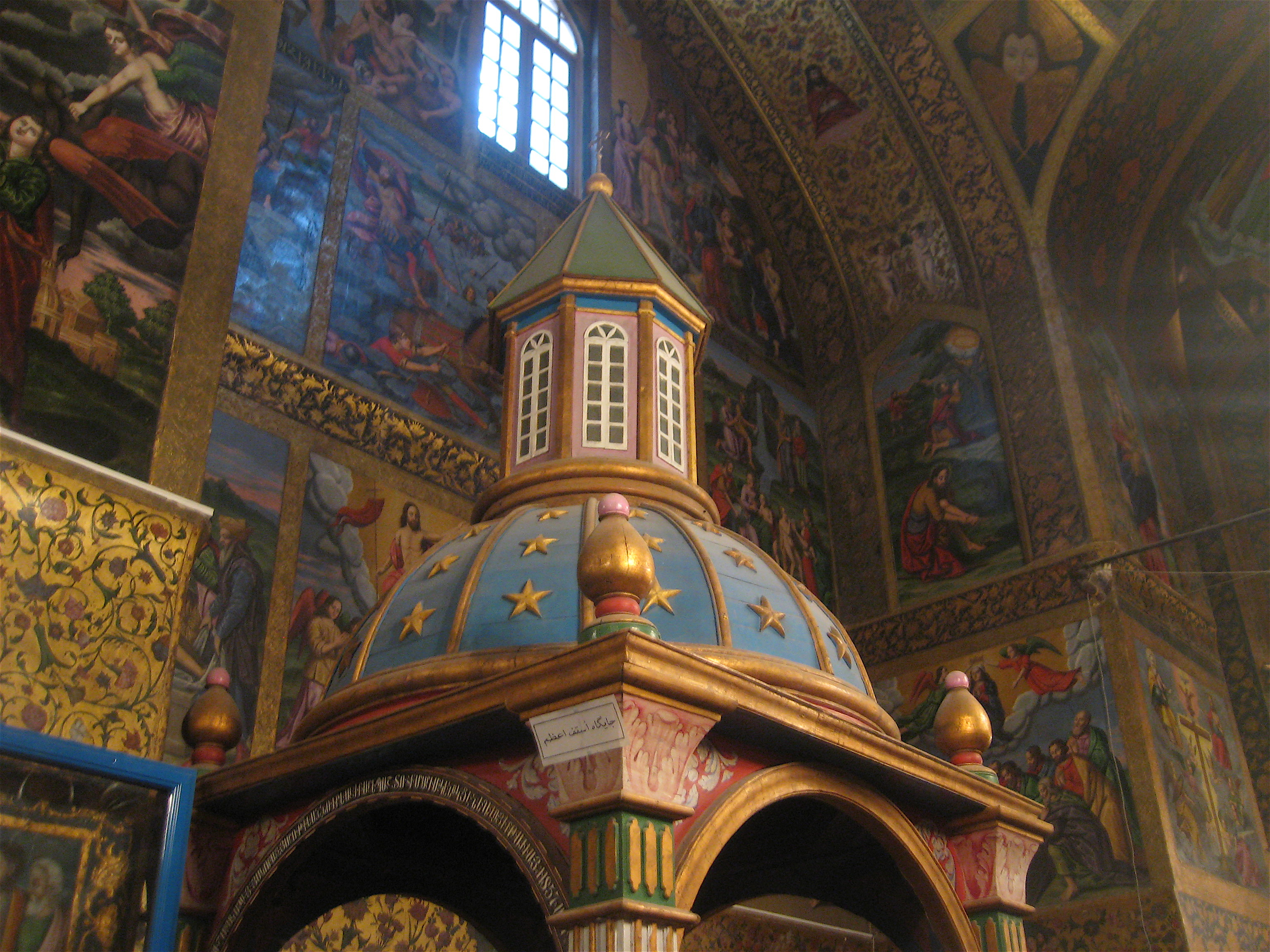
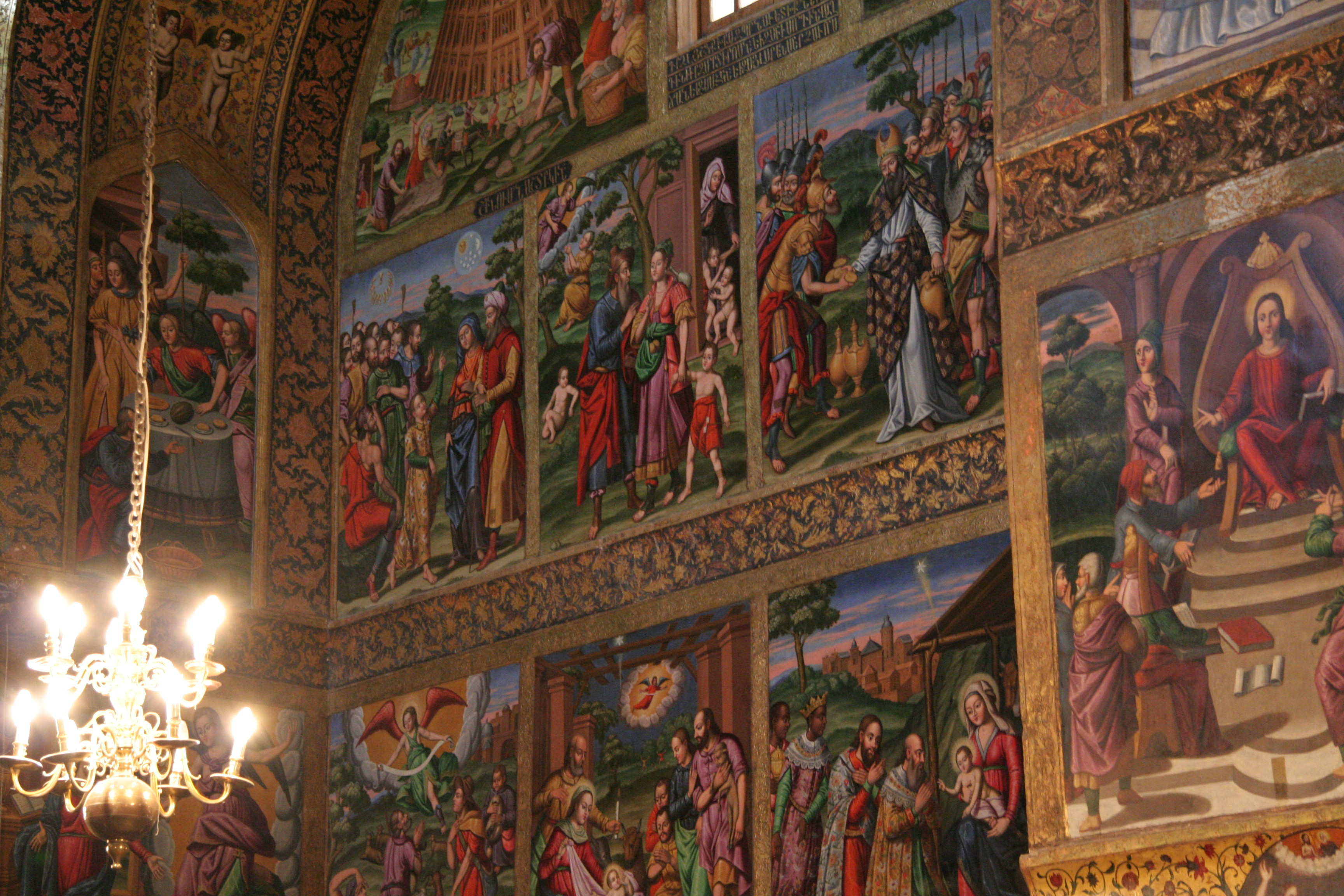
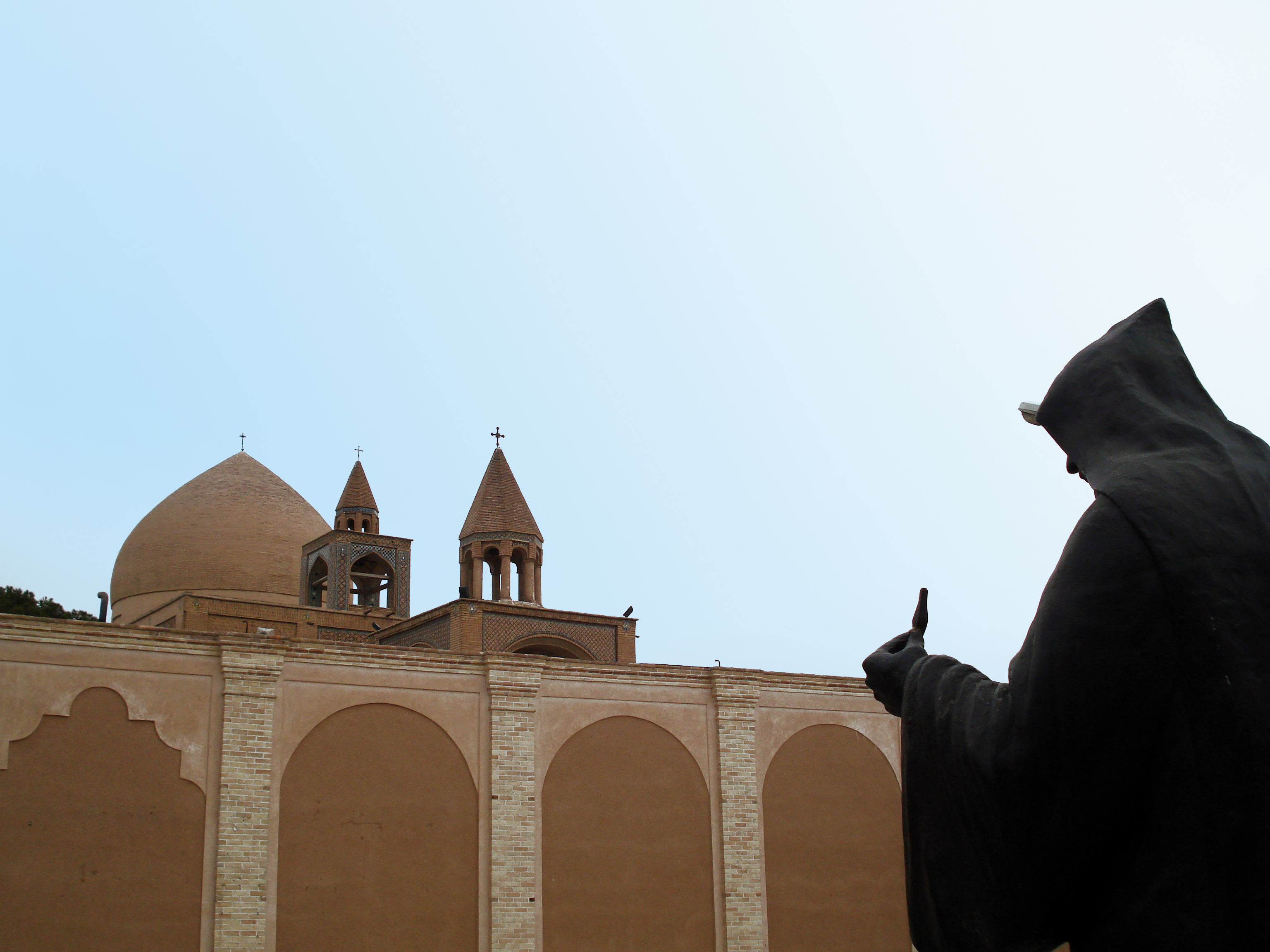